# Pomnik Józefa Kałuży w Krakowie
Pomnik Józefa Kałuży – pomnik znajdujący się przed stadionem Cracovii im. Józefa Piłsudskiego w Krakowie, przy ulicy Józefa Kałuży 1, w dzielnicy VII Zwierzyniec.
Pomnikiem tym uczczono pamięć Józefa Kałuży, polskiego piłkarza klubu sportowego Cracovia, uznawanego za jednego z najlepszych polskich graczy lat 20. XX wieku, nazywanego „legendą polskiej piłki”. Rozegrał 454 spotkania, wliczając mecze towarzyskie, uzyskując 476 goli (nie wykonywał rzutów karnych ani wolnych).

## Historia monumentu
Pomysłodawcą wybudowania pomnika Józefa Kałuży była Rada Seniorów KS Cracovia 1906, pod przewodnictwem Jerzego Łudzika. Budowa ufundowana została z wpłat kibiców Cracovii, którzy mieli możliwość wpłacania pieniędzy przez Internet na cel budowy pomnika, a także z funduszy Urzędu Miasta Krakowa. Twórcą rzeźby pomnikowej, odlanej z brązu, był artysta rzeźbiarz Czesław Dźwigaj. 
Odsłonięcia pomnika – 11 października 2017, w dniu 73. rocznicy śmierci Józefa Kałuży – dokonała córka piłkarza, Irena Kałuża w towarzystwie m.in. Prezydenta Krakowa Jacka Majchrowskiego, prezesa PZPN Zbigniewa Bońka oraz kibiców Cracovii.
Pomnik o wysokości 2,20 m przedstawia Józefa Kałużę w typowym stroju piłkarskim z lat 20. XX wieku. Na jego prawej stopie umieszczono piłkę. Postać stoi na płycie wykonanej z granitu.

Na płycie pomnikowej został wyryty napis:
JÓZEF KAŁUŻA

1896–1944